# Viticoltura nei Paesi Bassi
La viticoltura nei Paesi Bassi è un fenomeno in forte crescita nonostante il clima storicamente poco favorevole alla produzione vinicola. Negli ultimi decenni, grazie ai progressi tecnologici, all'adattamento delle varietà coltivate e agli effetti del cambiamento climatico, il settore ha conosciuto una significativa espansione. Se un tempo il vino olandese era considerato una rarità, oggi si contano più di 200 vigneti attivi e una produzione che punta alla qualità piuttosto che alla quantità. I vini dei Paesi Bassi stanno conquistando un proprio spazio nel mercato internazionale con riconoscimenti e premi in concorsi enologici.

## Storia
Le prime testimonianze della viticoltura nei Paesi Bassi risalgono all'epoca romana sebbene la coltivazione della vite fosse allora limitata alle zone più meridionali. Nel Medioevo la viticoltura conobbe una notevole espansione, specialmente nelle province meridionali come Limburgo e Brabante, dove il clima era più favorevole. I monaci giocarono un ruolo fondamentale nello sviluppo delle tecniche di vinificazione come avvenne in altre regioni europee.
Tuttavia, a partire dal XIV secolo, diversi fattori portarono al declino della produzione vinicola. La piccola era glaciale (un periodo di raffreddamento climatico tra il XIV e il XIX secolo) rese il clima olandese meno adatto alla viticoltura. Inoltre, l'arrivo di malattie della vite come la fillossera nel XIX secolo e la crescente importazione di vini francesi e tedeschi contribuirono alla scomparsa quasi totale dei vigneti.
Dopo la Seconda Guerra Mondiale il vino olandese era praticamente estinto. Tuttavia, negli anni '70 iniziò una rinascita con la fondazione di Apostelhoeve, la prima azienda vitivinicola moderna nei Paesi Bassi. Da allora il settore ha continuato a svilupparsi con un incremento significativo del numero di vigneti a partire dagli anni 2000.

## Clima
I Paesi Bassi si trovano a una latitudine settentrionale, con un clima temperato oceanico caratterizzato da inverni miti, estati fresche e precipitazioni distribuite durante tutto l'anno. Tradizionalmente queste condizioni non erano ideali per la viticoltura poiché la maturazione dell'uva richiede temperature più calde e periodi prolungati di sole.
Negli ultimi decenni il cambiamento climatico ha avuto un impatto significativo sulla viticoltura olandese. Le temperature medie sono aumentate allungando la stagione vegetativa e permettendo la coltivazione di varietà di uva che prima non avrebbero potuto maturare adeguatamente. Parallelamente le sfide climatiche non mancano: eventi meteorologici estremi, come piogge abbondanti in periodi critici, grandinate improvvise e ondate di calore, possono compromettere la qualità delle uve.
Per affrontare questi cambiamenti i viticoltori olandesi stanno adottando strategie innovative tra cui l'uso di coperture protettive contro la pioggia, la selezione di vitigni resistenti alle malattie e tecniche di vinificazione più adattabili alle condizioni variabili.

## Regioni vitivinicole

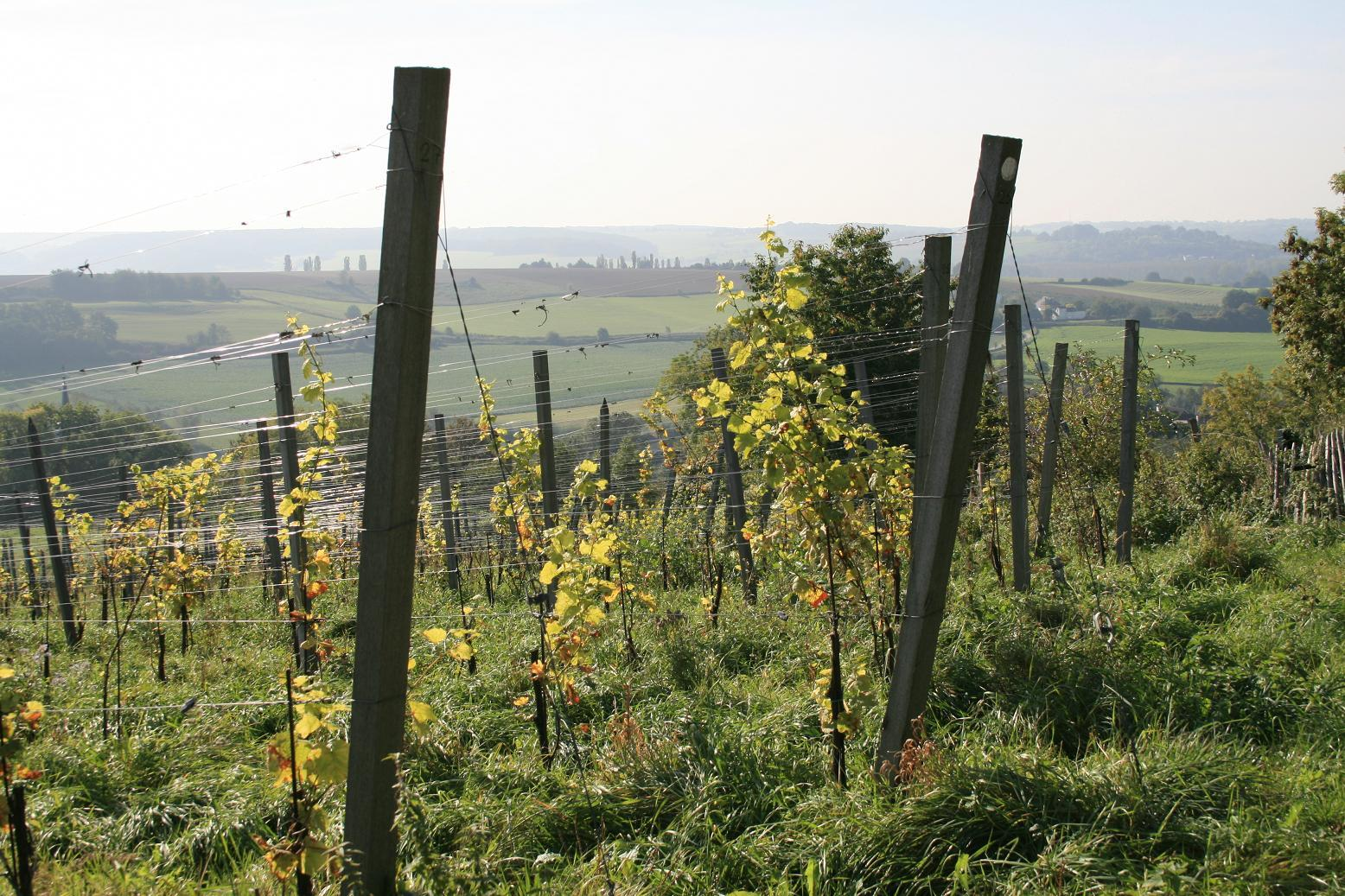
Vigneto nei pressi di Eys, Limburgo

La viticoltura nei Paesi Bassi è diffusa in diverse aree del paese, anche se la maggior parte dei vigneti si trova nelle regioni meridionali, dove il clima è leggermente più favorevole. Le principali regioni vinicole includono:
- Limburgo, considerata la culla del vino olandese moderno, ospita alcune delle cantine più rinomate come Apostelhoeve e De Kleine Schorre. Il terreno collinare e il clima relativamente caldo la rendono una delle migliori zone per la produzione di vino[8].
- Brabante Settentrionale, un'altra regione in crescita, con diverse piccole aziende vinicole che producono sia vini bianchi che rossi[9].
- Gheldria, situata nella parte centrale dei Paesi Bassi, sta emergendo come una delle regioni più promettenti per la viticoltura grazie alla sperimentazione con nuove varietà di uva resistenti[10].
- Olanda Meridionale e Olanda Settentrionale, regioni che nonostante il clima sia più fresco, stanno riuscendo a produrre vini bianchi di qualità in particolare nelle aree vicine al mare dove i terreni sabbiosi favoriscono una buona crescita delle viti[4].
- Zelanda, conosciuta per il suo clima ventilato e i suoli calcarei, sta acquisendo notorietà per i suoi vini bianchi freschi e minerali[8].

Negli ultimi anni si stanno sperimentando vigneti anche nelle province più settentrionali, come Frisia e Groninga, dove si stanno piantando varietà resistenti al freddo.

## Vitigni
A causa del clima fresco i viticoltori olandesi si concentrano principalmente su vitigni resistenti al freddo e precoci nella maturazione. Tra le varietà più comuni troviamo:
- Solaris, uno dei vitigni più diffusi nei Paesi Bassi, apprezzato per la sua resistenza alle malattie e la capacità di maturare bene anche in climi freschi[8].
- Johanniter, uva bianca che produce vini freschi e fruttati simili ai Riesling[2].
- Souvignier gris, un vitigno ibrido resistente sempre più popolare per la sua versatilità[4].
- Pinot bianco e Pinot grigio, adattati bene al clima olandese, producono vini bianchi eleganti e aromatici[3].
- Cabernet Cortis e Regent, tra le poche varietà rosse coltivate con successo e utilizzate per produrre vini rossi corposi e strutturati[11].

Molti produttori stanno sperimentando anche varietà più tradizionali come Chardonnay, Riesling e Pinot nero con risultati incoraggianti.

## Vini
La produzione di vino nei Paesi Bassi è ancora limitata in termini quantitativi, ma si distingue per l'attenzione alla qualità. La maggior parte dei vini olandesi sono bianchi, seguiti da spumanti e una piccola produzione di rossi e rosati.
I vini bianchi tendono ad avere una buona acidità e aromi fruttati mentre gli spumanti prodotti con il metodo tradizionale stanno guadagnando popolarità per la loro freschezza e complessità. I rossi, sebbene meno diffusi, stanno migliorando grazie a nuove tecniche di vinificazione e al riscaldamento climatico

## Normative
La viticoltura nei Paesi Bassi è regolata da normative che garantiscono la qualità dei prodotti. Attualmente, esistono diverse Indicazioni Geografiche Protette (IGP), tra cui:
- Maasvallei Limburg, la prima IGP transfrontaliera tra Belgio e Paesi Bassi riconosciuta ufficialmente dall'UE[6].
- Achterhoek, Rivierenland e Zeeuwse Wijnen, tre denominazioni regionali che certificano la provenienza e la qualità dei vini prodotti in specifiche zone.[2].

Nonostante il settore sia ancora giovane rispetto ad altre regioni europee, il governo olandese sta investendo nella promozione della viticoltura e sempre più produttori stanno aderendo a standard di certificazione per garantire la qualità dei loro vini.